# Picramniales
Picramniales es un pequeño orden neotropical de plantas que contiene una sola familia, Picramniaceae, con tres géneros Picramnia, Nothotalisia y Alvaradoa. Los miembros de este orden estaban anteriormente incluidos en la familia  Simaroubaceae. Según el último APG III.

## Géneros
- Familia Picramniaceae
  -     - Género Picramnia
    - Género Nothotalisia
    - Género Alvaradoa